# Добростанівська сільська рада
Добростанівська сільська рада — колишній орган місцевого самоврядування у Яворівському районі Львівської області. Адміністративний центр — село Добростани.

## Загальні відомості
Добростанівська сільська рада утворена в 1953 році.

## Населені пункти
Сільській раді були підпорядковані населені пункти:
- с. Добростани
- с. Воля-Добростанська
- с. Качмарі
- с. Кертинів

## Склад ради
Рада складалася з 18 депутатів та голови.

### Керівний склад попередніх скликань
| ПІБ                  | Основні відомості                                                 | Дата обрання | Дата звільнення |
| -------------------- | ----------------------------------------------------------------- | ------------ | --------------- |
| Гуль Іванна Іванівна | Сільський голова, 1959 року народження, освіта вища, позапартійна | 26.03.2006   | 31.10.2010      |
| Гуль Іванна Іванівна | Сільський голова, 1959 року народження, освіта вища, позапартійна | 31.10.2010   |                 |

Примітка: таблиця складена за даними джерела